# Municipio de Douglas (condado de Clark)
El municipio de Douglas (en inglés: Douglas Township) es un municipio ubicado en el condado de Clark en el estado estadounidense de Illinois. En el año 2010 tenía una población de 168 habitantes y una densidad poblacional de 3,68 personas por km².

## Geografía
El municipio de Douglas se encuentra ubicado en las coordenadas 39°27′50″N 87°44′15″O / 39.46389, -87.73750. Según la Oficina del Censo de los Estados Unidos, el municipio tiene una superficie total de 45.7 km², de la cual 45,7 km² corresponden a tierra firme y (0 %) 0 km² es agua.

## Demografía
Según el censo de 2010, había 168 personas residiendo en el municipio de Douglas. La densidad de población era de 3,68 hab./km². De los 168 habitantes, el municipio de Douglas estaba compuesto por el 100 % blancos. Del total de la población el 0 % eran hispanos o latinos de cualquier raza.